# Lúčka (okres Sabinov)

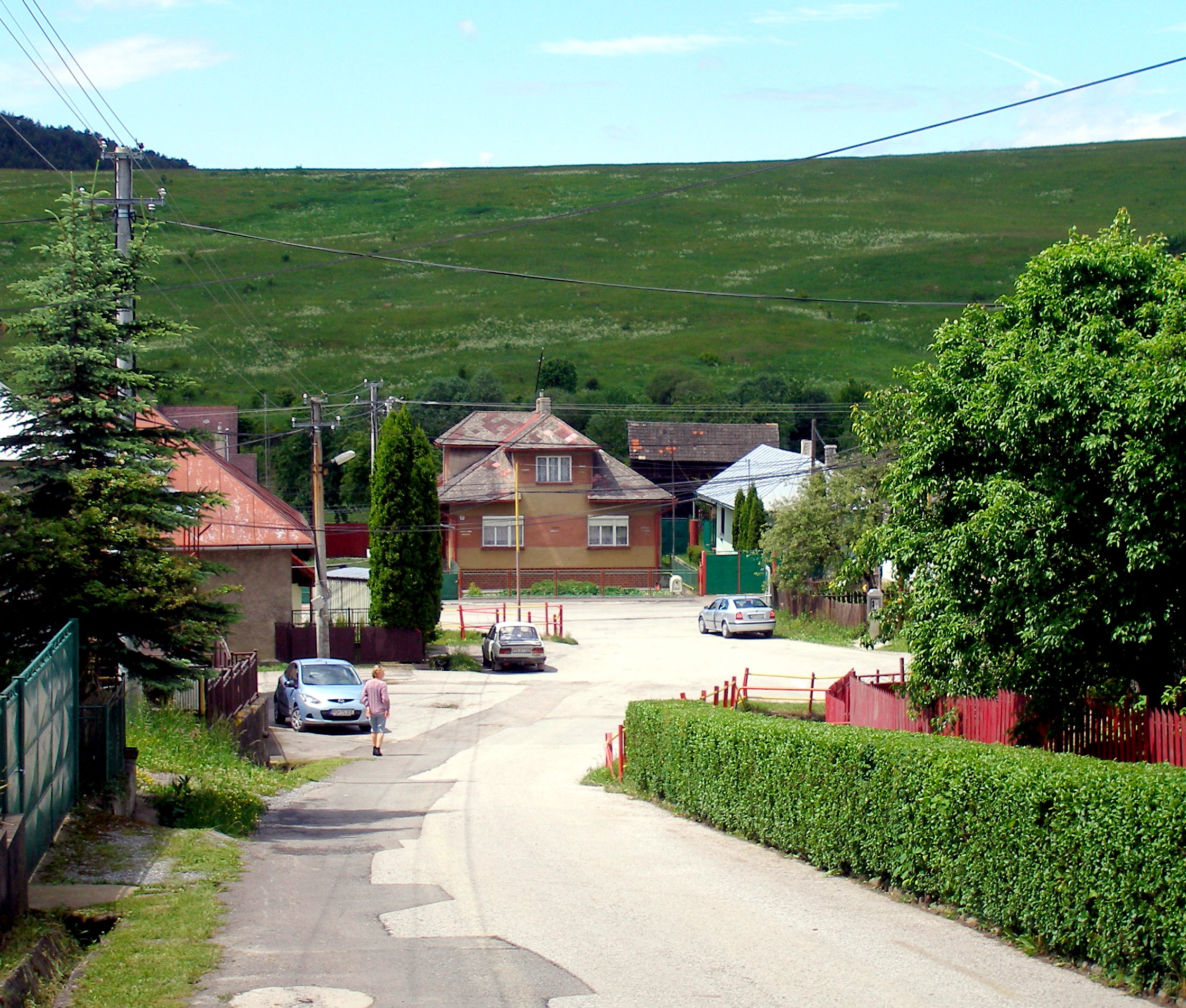
Lúčka

Lúčka (Hongaars: Fazekasrét) is een Slowaakse gemeente in de regio Prešov, en maakt deel uit van het district Sabinov.
Lúčka telt 520 inwoners.